# Chachani
O Chachani é um vulcão, situado a 55 km da cidade de Arequipa, nos Andes Peruanos no sul do Peru. O vulcão possui 6.057msnm.
Mesmo sendo tão alto, a neve em seu ponto mais alto é muito pouca, devido a extrema sequia atmosférica que possui essa zona, também o vulcão vem sendo afetado pelo Aquecimento Global, a tal ponto que em 2008 perdeu seus últimos glaciais.[carece de fontes?]